# Канесаш
Канесаш (порт. Caneças)  —  район (фрегезия) в Португалии,  входит в округ Лиссабон. Является составной частью муниципалитета  Одивелаш. Находится в составе крупной городской агломерации Большой Лиссабон. По старому административному делению входил в провинцию Эштремадура. Входит в экономико-статистический  субрегион Большой Лиссабон, который входит в Лиссабонский регион. Население составляет 10 647 человек на 2001 год. Занимает площадь 5,85 км².
Покровителем района считается Апостол Пётр (порт. São Pedro).

## История
Район основан в 1915 году

## Демография
| Численность населения муниципалитета по годам | Численность населения муниципалитета по годам | Численность населения муниципалитета по годам | Численность населения муниципалитета по годам |
| --------------------------------------------- | --------------------------------------------- | --------------------------------------------- | --------------------------------------------- |
| 1920                                          | 1930                                          | 1991                                          | 2001                                          |
| 1 095                                         | 1 147                                         | 9 711                                         | 10 647                                        |